# Талу, Наим
Мехмет Наим Талу ( 22 июля 1919, Стамбул — 15 мая 1998, там же ) — турецкий политический и государственный деятель, банкир
, министр торговли Турции (1971–1973), премьер-министр Турции (15 апреля 1973 – 26 января 1974). Руководитель Центрального банка Турецкой Республики (1967–1971).

## Биография
В 1943 году окончил экономический факультет Стамбульского университета. Работал в банковской системе, с 1946 года – в Центробанке Турции.
В 1967 году был назначен генеральным директором банка. После реорганизации Центрального банка в 1970 году стал управляющим этого финансового учреждения.
Начал политическую карьеру в 1971 году и был назначен министром торговли (1971–1973) во втором правительстве  Нихата Эрима. С 1972 по 1976 год – член Сената Турции.
С 15 апреля 1973 по 26 января 1974 года занимал пост премьер-министра Турции.
С 1974 по 1976 год – сотрудник Akbank, одного из крупнейших банков Турции .
Был женат и имел двух дочерей.
Похоронен на стамбульском кладбище Зинджирликую.